# I've Got You Under My Skin
I've Got You Under My Skin è un brano musicale del 1936, scritto dal compositore statunitense Cole Porter per il musical Nata per danzare (Born to Dance) di Roy Del Ruth, in cui viene cantato da Virginia Bruce.
La canzone divenne uno standard jazz, venendo interpretata da numerosi artisti come Frank Sinatra, Ella Fitzgerald, Cesare Siepi, Peggy Lee, Dinah Washington, James Darren, Mina, Michael Bolton, Steve Barton, Neneh Cherry, Diana Krall, Michael Bublé, The Four Season, Julio Iglesias.
Nel 1961 in una puntata del programma Moderato Swing, condotta dal musicista e direttore d'orchestra Pietro Umiliani, la canzone viene interpretata dalla newyorkese di origini croate Helen Merrill, all'epoca già nota come una delle grandi voci "bianche" del jazz (aveva esordito a metà degli anni cinquanta con la band di Earl Hines). Il testo, mentre l'orchestra esegue il ritornello, viene recitato dall'attore Fernando Cajati. 
Nel 1976 la cantante statunitense Gloria Gaynor ne incide una fortunata versione in chiave disco. Nel 2021 Lady Gaga e Tony Bennett, per l'album tributo a Cole Porter Love For Sale, ne incidono una loro versione.

## Storia del brano
Il brano fu pubblicato inizialmente nel 1936 da Ray Noble e la sua orchestra, con la voce di Al Bowlly, e da Hal Kemp e la sua orchestra, con Skinnay Ennis come voce.
Il motivo riscosse subito grande successo e venne candidato all'Oscar per la migliore canzone nel 1937, ma non ottenne il premio perché questo fu assegnato a un altro motivo destinato ugualmente a diventare un evergreen: The Way You Look Tonight.
Successivamente, nel 1986, il brano entrò a far parte della colonna sonora della serie televisiva inglese The Singing Detective.

## Versione di Frank Sinatra
Sinatra cantò la canzone per la prima volta nel 1946 nel suo programma radiofonico settimanale, come seconda parte di un medley con il brano Easy To Love.
Tuttavia solo un decennio dopo il cantante ne registrò una versione in studio, portando il brano alla fama definitiva e divenendo così un vero e proprio "marchio di fabbrica", che da allora in poi incluse nelle scalette di quasi tutti i suoi concerti. Fece parte anche del concept album Songs for Swingin' Lovers!, dove venne arrangiata da Nelson Riddle con una sezione di fiati, tra cui spicca l'assolo di trombone di Milt Bernhart. Riddle era un fan di Maurice Ravel e disse che questo arrangiamento era ispirato al Boléro.
Vi sono due ulteriori esecuzioni del brano da parte di Frank Sinatra. La prima risale al 1963 e inclusa in Sinatra's Sinatra, un album di ri-registrazioni dei suoi brani preferiti. Questa volta l'assolo del trombone sarà affidato a Dick Nash, poiché Bernhart non era disponibile. La seconda fu registrata nel 1993 in duo con Bono degli U2 ed inclusa nell'album Duets. La traccia è stata pubblicata su un "doppio lato A" col brano degli U2 Stay (Faraway, So Close!). Il singolo ha raggiunto la 4ª posizione nella classifica dei singoli del Regno Unito.
Nel 1998 il brano fu inoltre insignito del Grammy Hall of Fame Award.

## Classifiche

### Classifiche settimanali

#### Versione dei The Four Season
| Classifica (1966) | Posizione massima |
| ----------------- | ----------------- |
| Belgio (Vallonia) | 27                |

#### Versione di Gloria Gaynor
| Classifica (1976) | Posizione massima |
| ----------------- | ----------------- |
| Belgio (Vallonia) | 49                |

#### Versione di Frank Sinatra e di Bono
| Classifica (1993) | Posizione massima |
| ----------------- | ----------------- |
| Regno Unito       | 4                 |